# Palaeanodon
Il paleanodonte (gen. Palaeanodon) è un mammifero estinto appartenente ai paleanodonti. Visse tra il Paleocene superiore e l'Eocene inferiore (circa 56 - 50 milioni di anni fa) e i suoi resti fossili sono stati ritrovati in Nordamerica e (forse) in Europa.

## Descrizione
Questo animale doveva essere vagamente simile a una mangusta, ma dotato di forti arti anteriori muniti di lunghi artigli. Il cranio doveva assomigliare vagamente a quello di un armadillo o di un pangolino. Palaeanodon era assai simile al ben noto Metacheiromys ma possedeva caratteristiche più arcaiche. Possedeva quattro denti postcanini nella mascella e cinque denti postcanini nella mandibola; i canini erano di grandi dimensioni, dalla sezione ovale alla base e ricoperti di smalto. I postcanini erano piccoli, simili a pioli e dotati di corone arrotondate e separati da brevi diastemi. La parte posteriore delle fauci era priva di denti. La mandibola era caratterizzata da uno sperone posteriore di grandi dimensioni e da un solco mandibolare interno. Le bolle timpaniche erano incompletamente ossificate.

## Classificazione
Palaeanodon è il genere eponimo dei paleanodonti, un gruppo di mammiferi del Paleogene forse affini ai folidoti. In particolare, Palaeanodon è un rappresentante derivato della famiglia Metacheiromyidae, che comprende alcune forme ben note come il già citato Metacheiromys. Il genere Palaeanodon venne descritto per la prima volta nel 1918 da William Diller Matthew, sulla base di resti fossili ritrovati in terreni dell'Eocene inferiore del Wyoming. La specie tipo descritta da Matthew è Palaeanodon ignavus, ma lo studioso descrisse anche un'altra specie, P. parvulum, di taglia più piccola e leggermente più antica (Paleocene superiore - Eocene inferiore). Un'altra specie, sempre dell'Eocene inferiore del Wyoming, è stata descritta nel 1989: P. nievelti. Fossili attribuiti con qualche dubbio a questo genere sono stati ritrovati in Francia, in terreni del primo Eocene.

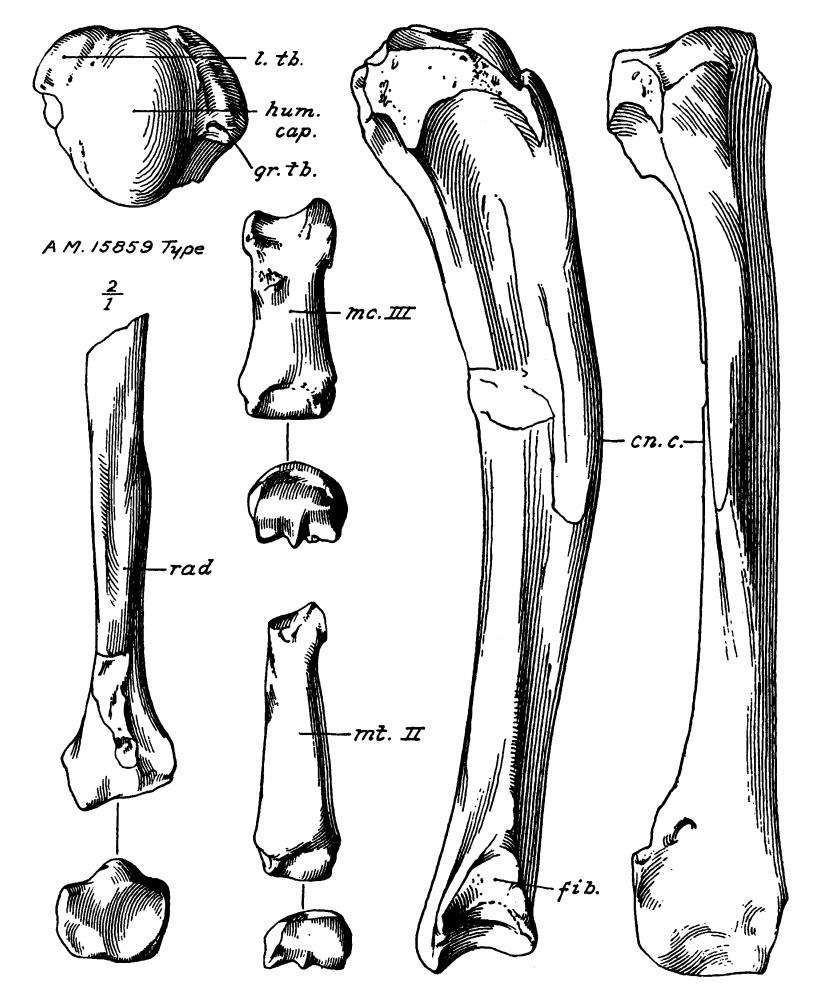
Ossa delle zampe di Palaeanodon parvulus